# Francisco Soler (músico del siglo XVIII)
Francisco (de) Soler (Barcelona, 1723 - Jaén, 27 de junio de 1784) fue un compositor y maestro de capilla español.

## Vida
La mayoría de la información sobre la vida de Soler procede de un acta notarial presentada por el maestro ante el cabildo de la Catedral de Sevilla. Nació en Barcelona en 1723, aunque Medina Campo habla de que nació en Reus. Se educó musicalmente en la Catedral de Vich entre los 10 y 16 años, posiblemente con el maestro Josep Bernat. Continuó su educación de composición en la Iglesia de Santa María del Pino, en Barcelona.
Comenzó a presentarse al cargo de maestro de capilla con 18 años, cuando, junto con su maestro y otros cuatro alumnos, se presentó al magisterio de la capilla de Iglesia de San Pedro de Figueras. Quedó segundo en las pruebas y su maestro consiguió el cargo.
Entre tanto pasó como tenor y músico por diversas catedrales e iglesias: tres años como tenor en la Catedral de Lérida, un año en el Colegio Imperial de Madrid y diversas otras prestigiosas capillas musicales de Barcelona, además de la Iglesia de San Pedro de Reus. El 18 de marzo de 1752 fue ordenado presbítero por el Obispo de Barcelona, Manuel López Aguirre. Durante estos años se presentó al magisterio de la Iglesia del Palacio Real de Barcelona, la Catedral de Tarragona y la Catedral de Valencia, quedando primero en esta última, aunque el cargo fue entregado a Pascual Fuentes. Sin embargo no tuvo éxito en ningún caso.
En 1757 finalmente consiguió el cargo de maestro de capilla de la Catedral de Sevilla en unas oposiciones en las que se enfrentó al racionero de Juan Roldán. Permaneció en Sevilla diez años. La razón de su partida es desconocida, pero de sus relaciones con el cabildo jienense indican que Soler tenía un carácter difícil, exigente y temperamental.
Tras el fallecimiento del maestro Juan Martínez Martí el 23 de julio de 1767, Soler escribió al cabildo de la Catedral de Jaén ofreciendo sus servicios a condición de no tener que hacer prueba.

Habiendo visto una carta de Francisco Soler, maestro de capilla de la iglesia de Sevilla, en la que solicita se le admita de maestro dispensándole de la oposición por las razones y méritos que constan en el testimonio impreso que remite, se acuerda escribirle una carta expresándole que se necesita tiempo para determinar sobre este asunto [...] y que el canónigo Miguel de Herce consulte con el obispo.
25 de noviembre de 1767, Francisco Soler

Fue nombrado al magisterio de la Catedral el 27 de octubre de 1767 y un año después, tras aprobar el expediente de limpieza de sangre, comienza a cobrar la renta de la ración. Inicialmente sus relaciones con el cabildo fueron buenas y el cabildo le libró de la enseñanza de los seises, de la que se encargó Baltasar Colomo.
Con el tiempo, las relaciones empeoraron, sobre todo por cuestiones de retribución y de su cumplimiento con las obligaciones del cargo.

Se da comisión a Sebastián Merino para que manden llamar al racionero maestro de capilla y se le hagan saber sus obligaciones, cumpliendo lo que ofreció en memorial del Cabildo 7-1-1768 y que no practicándolo así se tomará providencia.

También hubo tensiones porque Soler no seguía las directrices de la Iglesia en composición musical religiosa.

En este dia habiéndose tratado en virtd. del Llamt°. espiritual, se tubo en consideración la Musica, qe. por lo regular se canta en el Coro desta Sta. Yga. y por consiguiente en las demás del Pueblo, y qe. no es tan recta. y debota, como debe ser y desea el Cabildo, como se le ha insinuado algunas veces al sr. dn. Franc° Soler Racr° Mro. de Capilla, sin qe. Le satisfagan al Cabildo las escusas de si son, o no teatrales, o seguidillas, qe. en los nombres no es de la sustancia, sino el qe. causen aquella graved. respeto y debocion que se requiere para mover el espíritu qe. debe ser el Alma de la Música.

Permaneció en la Catedral hasta que tuvo que dejar la actividad por enfermedad. Falleció el Jaén el 27 de junio de 1784.

Se comunica la muerte, en esta ciudad y a las cuatro y media de la mañana de este día, de Francisco Soler; se reza un responso por su alma […] y que el oficio se celebre mañana lunes y se den los “dobles” acostumbrados.
Actas del cabildo de la Catedral de Jaén, 27 de junio de 1784

## Obra
En el archivo de la Catedral de Jaén se conservan 46 composiciones, entre las que se encuentran 35 responsorios, 4 misas, 4 salmos, 2 cantos en latín y una lamentación.